# ستيف وود (لاعب كرة قدم)
ستيف وود (بالإنجليزية: Steve Wood)‏ (23 يونيو 1963 بأولدهام في المملكة المتحدة - ) هو لاعب كرة قدم بريطاني في مركز الوسط. لعب مع ماكليسفيلد تاون ونادي ستاليبريدج سيلتيك.

## وصلات خارجية
- ستيف وود على موقع قاعدة بيانات كرة القدم.إي يو (الإنجليزية)
- ستيف وود على موقع Soccerbase.com (لاعب) (الإنجليزية)